# Cerkev sv. Jožefa, Vojsko
Cerkev sv. Jožefa, Vojsko je podružnična cerkev župnije Idrija.
Cerkev stoji nekako v središču vojske visoke planote v zaselku Planina na nadmorski višini 1077 m. Sestavljajo jo tristrano zaključen prezbiterij z zakristijo ob severni steni, širša ladja pravokotnega tlorisa in zvonik pred vhodom. Notranjost je banjasto obokana.
Prvotno je tu stala cerkev posvečena sv. Volbenku, zavetniku pastirjev in drvarjev. Cerkev v sedanji obliki je bila dograjena leta 1669. Leta 1807 je postala župnijska cerkev novo ustanovljene župnije Vojsko.
Ob prelomu v dvajseto stoletje je bila cerkev temeljito obnovljena. Dobila je nov glavni oltar, posvečen sv. Jožefu, stranska oltarja posvečena Devici  Mariji in Srcu Jezusovemu, čudovit reliefni križev pot iz gline in orgle. Junija 1907 jo je ljubljanski škof Anton Bonaventura Jeglič posvetil sv. Jožefu.
V šestdesetih letih 20. stoletja je bila cerkev ponovno obnovljena. Leta 1983 so bile na stropu ladje odkrite freske. V srcih so najverjetneje upodobljeni štirje veliki cerkveni učitelji Hieronim, Ambrož, Avguštin in Gregor Veliki, na veliki freski pa prihod sv. Treh kraljev. 
1. januarja 2018 je s preureditvijo župnij v škofiji Koper cerkev postala podružnična cerkev župnije Idrija.